# I've Been Waiting for You
"I've Been Waiting for You" (Eu tenho esperando por você) foi uma canção gravada pelo grupo pop sueco ABBA, incluída no álbum ABBA (lançado em abril de 1975) e lançado pela primeira vez como lado B do single "So Long". Foi escrita por Benny Andersson, Björn Ulvaeus e Stig Anderson e gravada em 15 de setembro de 1974.
No entanto, foi lançada como lado A na Austrália em 1974, onde alcançou a 49ª posição, e na Nova Zelândia (com "King Kong Song" no lado B) em 1977, onde alcançou a 8ª posição.

## Versões cover
- Em 1977, o grupo pop irlandês Gina, Dale Haze and the Champions lançou sua versão da canção como um single, que entrou no top 10 nas paradas irlandesas.[4]
- Uma banda sueca chamada Nashville Train fez um cover da canção em 1977 no álbum ABBA Our Way, lançado pela gravadora Polar Music, na Suécia.
- A canção foi abrangida pelo grupo pop de tributo ao ABBA, Arrival, no álbum First Flight em 1999.

## Na cultura popular
- A música tem participação no filme ABBA: The Movie (1977), quando o ABBA faz uma performance ao vivo.